# Tangjiafang
Tangjiafang är en ort i Kina. Den ligger i provinsen Hunan, i den södra delen av landet, omkring 300 kilometer sydväst om provinshuvudstaden Changsha.
Runt Tangjiafang är det ganska tätbefolkat, med 96 invånare per kvadratkilometer. Närmaste större samhälle är Wuyang, 11,4 km söder om Tangjiafang. I omgivningarna runt Tangjiafang växer i huvudsak blandskog.
Genomsnittlig årsnederbörd är 1 741 millimeter. Den regnigaste månaden är maj, med i genomsnitt 246 mm nederbörd, och den torraste är december, med 65 mm nederbörd.